# نقص التأكسج (طب)
نقص إمداد أنسجة الجسم بالأكسجين اللازم للعمليات الحيوية يشار إليه طبياً بـ نقص التأكسج (بالإنجليزية: Hypoxia)‏ وهي حالة مرضية تكون مصحوبة بضيق نفس، تسارع ضربات القلب، زرقة، صداع، غثيان وشعور بإرهاق وإعياء، ربما فقدان الوعي، الغيبوبة أو حتى الموت في حالات نقص التأكسج الحاد.
عَوزُ الأُكسجينِ هيَ حالةُ الحِرْمانِ الكاملِ مِنَ الأُكْسجينِ. يُمْكِن تقسيمُ هذا المَرَضِ إِلَى نوعين: النَّوْعِ العامِّ، وَهُوَ الذي يُؤَثِّرُ على كاملِ الجسمِ، والنَّوْعِ المَوْضِعِيّ ويُؤَثِّرُ على منطقةٍ مُعَيَّنَةٍ فِي الجِسْمِ. بِالرُّغمِ مِنْ أَنَّ نَقصَ التَّأَكْسُجِ يُعتَبَرُ حالةٌ مرضيةٌ إلّا أَنَّ التّغيُّراتِ في تركيزِ الأُكسجينِ الشّرْيانيِّ قَدْ يُعْتَبَرُ أَمْراً طَبيعيَّاً كَما يحدثُ في تمارينِ نقصِ التَّهوِيَةِ أَوْ التَّمارينِ الجسديةِ الشَّاقةِ.
إنَّ مُصْطَلح (Hypoxia) عَوْز الأُكْسجين الدّم يَختَلف عَن مُصْطَلحِ تَأَكْسُجِ الدَّمِ (Hypoxemia)، حيثُ أَنَّ مُصطَلح نقص أكسجين الدَّمِ يُعَبِّرُ عَن عَدمِ كِفايةِ إِمْدادِ الأُكسجينِ للجسمِ كاملاً (Hypoxia)، أَمَّا مُصطَلح (Hypoxemia) يُعَبِّر عن وجودِ نَقْصٍ في إِمدادِ الأُكسجينِ للشرايين. Hypoxia in which there is complete deprivation of oxygen supply is referred to as "anoxia".في حالةِ (Hypoxia) يتمُّ فُقدانُ كاملِ إِمدادِ الأكسجينِ وهَذهِ الحالةِ يُعَبَّرُ عنها بِ«عَوْزِ الأُكْسجين» (anoxia).نقصُ التّأكسجِ العامُّ يَحدثُ في الأَشخاصِ الأَصِحَّاءِ إِذَا ما تَسَلّقُوا المُرْتَفَعاتِ العاليةِ التي يُمْكِن أَنْ تُسَبِّب دَاءَ المُرْتَفعاتِ حيثُ يُؤَدّي إِلَى مُضَاعفاتٍ قاتلةٍ: وَذْمَةٍ رِئَوِيّة في المُرْتَفعاتِ ووَذْمَةٍ دِماغيَّةٍ في المُرتَفعاتِ. يُمكن أَيْضاً أَنْ يحدثَ نقصُ التّأَكْسُجِ في الأفرادِ الأَصِحَّاءِ الذينَ يَتَنفّسون مَزِيجاً مِنَ الغازاتِ ذاتِ المُحتوَى الأُكْسُجينيِّ الضّئيلِ، مِثال: أَثناء الغَطسِ تَحْتَ الماءِ واستخدامِ أنظمةِ التّنفسِ المُغْلَقةِ التي تَتَحكّم بكميةِ الأُكسجينِ في الهواءِ المُزَوَّدِ للشخصِ. يُمكِنُ أَنْ يتمَّ استخدامُ نَقصِِ التّأكسجِ المُعتدلِ وَالغيرِ مُؤْذِي خلالَ التَّدريبِ على تَسلُقِ المُرتَفَعاتِ لِتَطويرِ أداءِ تَكَيُّفِ الرِّياضيِّ على مُسْتوى أنظمةِ الجسمِ وَخلاياهُ.
نَقصُ التّأكسجِ يُمكنُ أَنْ يَكونَ نتيجةَ ولادةِ الخديجِ ذلكَ لِأَنَّ رِئتي جنينِ الإِنْسانِ منْ ضِمنِ الأَعْضاءِ التي تتطوَّرُ في المَرَاحِلِ الأَخيرةِ مِنَ الحَمْلِ. يُوْضَعُ الرُّضَّعُ المُعَرَّضينَ لِخطرِ الإِصابةِ بنقصِ التّأكسجِ في حَاضنةٍ تقومُ بتزويدِ ضغطِ المَجرَى الهَوَائِيّ الإِيجابيِّ المُستمرِ للرُضَّعِ لمُساعدةِ الرِّئتينِ في عمليَّةِ تَوزيعِ الدّمِ المُؤَكْسجِ لجميعِ أعضاءِ الجسمِ.بحاجة لتحديد

## الأعراض
نقصُ التّأَكسجِ العامِّ
أَعراضُ نقصِِ التَّأكسُجِ العامِّ يَعتمدُ على خُطورَتِهِ وَ سُرْعةِ بدايةِ حدوثِهِ.في حالةِ داءِ المُرْتَفَعَاتِ، حيثُ أَنَّ نقصَ التّأكسجِ يتطوَّرُ تدريجيَّاً، تَتضمَّنُ الأَعْراضُ: الدُّوارُ، الشُّعورُ بالإِرهاقِ، تَخدُّرٌ وَ وَخْزٌ بالأطرافِ، الغثيانُ وَ عوزُ الأُكسجينِ.
 أَمَّا في الحالاتِ الخطيرةِ مِنْ نقصِ التَّأكسجِ فَيُصابُ الإِنسانُ بالتّرنُّحِ، تَخليط، التّوَهان، هَلْوَسة، تَغَيُّر في السُّلوكِ، صُداع حاد، قِلَّة الوعيِ وَالإِدراكِ، وَذْمَة الحليمة، عُسْرُ التّنفسِ، شُحوبُ الوَجهِ، تَسارُع القلبِ، فَرْطُ ضغطِ الدّمِ الرِئَويِّ، ممَّا يُؤَدِّي إِلى الإِزْرِقَاقِ، تَباطُؤ في مُعَدَّلِ ضَرَبَاتِ القَلْبِ، قلب رِئَوِي، انخفاضُ ضغطِ الدّمِ يَتْبعُهُ الموتُ. الهيموغلوبين عِنْدَمَا لا يَرْتبطُ مع الأُكسجينِ يكونُ لونهُ أحمر غامق (deoxyhemoglobin)، بعكسِ لونِهِ عندَ ارتباطِهِ بالأُكسجينِ وَ الذي يكونُ أَحْمراً قانياً (oxyhemoglobin)، فعندَ النّظرِ منْ خلالِ الجلدِ فَإِنَّهُ يَميلُ إِلى عَكسِ اللونِ الأَزرقِ إلَى العينِ. في حالاتٍ تَحِلُّ جُزيئاتٌ أُخرى بدلُ الأُكسجينِ مثل: أوَّل أُكسيدِ الكربونِ فإِنَّ لونَ البشرةِ يُصبحُ كَالكرزِ الأَحمرِ بدلاً مِن إزْرِقَاِقها.
نقصُ التّأكسُجِ الَموضعيّ
إِذا لمْ يَتِمْ تغذيةُ النّسيجِ فَإِنَّهُ يُصبِحُ بارداً وَ شاحباً، في الحالاتِ الخَطِرَةِ مِنْ نَقْصِ التّأكسُجِ يَمْكِنُ أَنْ يؤَدِّي ذلكَ إِلى حُدوثِ الازْرِقِاقِ، وَ هُوَ تَغُيُّرُ لونِ البشَرةِ إِلى اللونِ الأَزرقِ. إِذا ما اشتَدَّتْ خطورةُ الحالةِ فإِنَّ النَّسيجَ يُصابُ بالتهابٍ غَرْغَرينيٍّ، يترافقُ مَعَهُ الشعورُ بأَلَمٍ شديدٍ في المنطقةِ.

## أسباب
قد تتموضع حالات نقص التأكسج في بعض الأعضاء والأنسجة. وقد تنتشر وتعُم كامل الجسد وذالك في حالات منها:
- فقر الدم بأنواعه.
- أمراض الرئة مثل: الدَّاءُ الرِّئَوِيُّ المُسِدُّ المُزْمِن.
- أمراض القلب والشرايين.
- صعود المرتفعات حيث ينخفض فيها ضغط الهواء، وبالتالي انخفاض الضغط الجزئي للأكسجين كما في المرتفعات الجبلية الشاهقة والتي قد تؤدي إلى توعكات قاتلة مثل: وذمة رئوية أو وذمة الرئة بالمرتفعات العالية ووذمة دماغية الارتفاع العالي والتي تكون قد تفاقمت في الأصل من داء المرتفعات.
- تنفس غاز سام، أو خليط غازي قليل المحتوى بالأكسجين. (اسطوانات الغوص)
- أيضا الولادة المبكرة، فرئة الإنسان هي من ضمن الأعضاء التي تنضج متأخراً خلال فترة الحمل.

يَنتشِرُ الأُكسجينُ في الحويصلاتِ الهَوائيَّةِ حَسْبَ تَدَرُّجِ الضّغْطِ، يَنتشِرُ الأُكسجينُ مِن الهواءِ المُتَنَفّسِ مُخْتَلِطَاً مَع بخارِ الماءِ إِلى الدّمِ الشريانيِّ حيثُ يكونُ الضّغطُ الجُزئِيُّ 100 ملّي متر زِئبق (13.3كيلوباسكال). في الدّمِ، يرتبطُ الأكسجينُ ببروتينٍ في خلايا الدّمِ الحمراءِ يُسَمَّى الهيموغلوبين. تتأثّرُ قُدْرَةُ ارتباطِ الهيموغلوبين بالضّغطِ الجُزْئِيِّ للأكسجينِ في بيئتِهِ، كما هُوَ مَوْصُوفٌ في مُنْحَنَى تفَارُقِ الأُكْسُجينِ والهيموغلوبينِ. كميةٌ قليلةٌ مِن الأُكسجينِ يَتِمُّ نَقْلُهَا كمحلولٍ في الدَّم. ]بحاجة لتحديد[
في الأنسجةِ المُحيطةِ، ينتشرُ الأكسجينُ مَرَّةً أُخرَى حَسْب تَدَرُّجِ الضَّغْطِ إِلَى الخلايا وَ تحديداً إِلَى المايتوكندريا حيثُ يَتِمُّ استخدامُهُ لإنتاجِ الطَّاقةِ بالتَّزامُنِ مع تكسيرِ الجلوكوز وَ الدُّهونِ وّ بعضِ الأَحماضِ الأمينيّةِ. ]بحاجة لتحديد[
يَنتَجُ نقصُ تَأَكسُجِ الدَّمِ بسببِ فشلِ وُصولِ الأُكسجينِ إلى الخَلايا في أَيِّ مَرْحلةٍ. وَ هَذَا يَتضمََّنُ انخفاضُ الضَّغطِ الجُزئِيِّ للأكسجينِ، مشاكلَ تُؤثِّرُ على انتشارِ الأكسجينِ في الرِّئةِ، كميةً غيرَ كافيةٍ مِن الهيموغلوبينِ غيرِ المُرتَبطِ، مشاكلَ في تدفُّقِ الدَّمِ إِلى النَّسيجِ، مشاكلَ في إيقاعِ الَّتنفُسِ.
عملِيَّاً، يُمكنُ أَنْ يُصبِحَ انتشارُ الأكسجينِ مُحدداً (وَ قاتلاً) عندما ينخفضُ الضغطُ الجزئيُّ الشِّريانِيُّ للأكسجينِ إِلى 60 مليمتر زِئبق (5.3 كيلوباسكال) أَوْ أَقل.
غالباً ما يرتبطُ كُلُّ الأكسجينِ المَوجودِ في الدَّمِ بالهيموغلوبينِ، فحدوثُ أي تَداخلٍ في هذا الجزيءِ الحاملِ سَيَحِدُّ من وصولِ الأكسجينِ إِلَى الأنسجةِ. يزيدُ الهيموغلوبينُ مِنْ قُدْرةِ حَملِ الدَّمِ للأكسجينِ بمقدارِ 40 ضعف، هنالكَ علاقةٌ تُسَمَّى بِ«مُنحنى تَفارُقِ الأُكسجينِ والهيموغلوبين» تَصِفُ قدرةَ حملِ الهيموغلوبين للأكسجين وَ تَأَثُّرَهُ بالضّغطِ الجُزئِيِّ للأكسجين في البيئةِ المُحيطَةِ. عندما يَتِمُّ التَّدخلُ في قدرةِ الهيموغلوبين على حملِ الأكسجين تنتُجُ حالةُ نقصِ تأكسجِ الدَّمِ:997–999

### نَقصُ التّرويةِ
المقالة الرئيسية: نَقْصُ التّرويةِ
نقصُ الترويةِ، تَعني تَدَفُّقُ الدَّمِ إِلَى الأِنسجةِ بِكمِّيَّةٍ غيرِ كافيةٍ، وَ يُمكِنُ أَيضاً أَنْ تُسَبِّبَ نقصَ تأكسُجِ الدَّمِ.
وَ يُطْلَقُ عليهِ «نقصُ التأكسجِ الإقفاريِّ». وَ هَذا يَتضمَّنُ حَدَثَاً صُمِيِّاً، كالنّوبةِ القلبيَّةِ التي تُقلِّلُ مِنْ تدفُّقِ الدَّمِ الكُلِّي، أَوْ حُدوثِ رضّةٍ بالنسيجِ تُؤَدِّي إِلَى تَدميرِهِ. مثالٌ على تَدَفُّقِ الدَّمِ بكميةٍ غيرِ كافيةٍ ممَّا يُؤَدِّي إِلَى حُدُوثِ نقصِ التَّأَكسُجِ المَوضعيِّ هُوَ الغنغرينا التي تحدثُ في مرضِ السُّكَرِي. ]بحاجة لتحديد[
بعضُ الأمراضِ يُمكنُ أَنْ تُؤَدِّي أَيضاً إِلى حدوثِ نقصِ تأكسجِ الدَّمِ المَوضعيِّ مثلِ: مرضِ الأَوعيةِ المُحيطيةِ. لِهذا السَّببِ، تسوءُ الأَعراضُ عِنْدَ استخدامِ أَحدِ الأَطرافِ. الشعورُ بالألمِ ينتُجُ بسببِ زيادةِ أَيوناتِ الهيدروجينِ ممَّا يُؤَدِّي إِلى نَقصٍ في الرَّقمِ الهيدروجينيِّ للدمِّ (الحُموضةِ) التي تَنشأُ نتيجةَ الاستقلابِ اللاهوائيِّ.

### نقصُ أكسجينِ الدمِّ
تُمَثَّلُ حالةُ نَقصِ تأكسجِ الدَّمِ الخاصَّةُ بعدمِ كفايةِ الأكسجينِ في الشّريانِ. ويُمكنُ أَنْ يحدثَ بسببِ تغيُّراتٍ في التَّنفسِ مثلَما يحدثُ في القِلاءِ التَّنفُّسِي، والتِّحولاتِ الفسيولوجيةِ والمرضيةِ للدَّمِ، وأمراضٍ تُؤَثّرُ على وظيفةِ الرِّئَةِ وَ تُسبِّبُ عدمَ تَوافقِ التَّهويةِ مع الإِشباعِ، مثل: الصَّمَّة الرِّئَوِيَّة، أَوْ حُدوث تَغَيُّرَاتٍ في الضَّغْطِ الجُزئِيِّ للأكسجين في بيئتِهِ أَو في الحُوَيْصِلاتِ الهوائيَّة كَما يَحدُثُ في المُرْتَفَعاتِ أو أَثناءَ الغوصِ.

### فقرُ الدَّمِ
المقالة الرئيسية: فقر الدم
يلعبُ الهيموغلوبين دَوراً جوهريَّاً في نقلِ الأُكسجينِ خلالَ الجِسمِ، وَحُدوثُ نَقصٍ فيه يُنتِج فقرَ الدَّمِ، مُسَبِّبَاً نقصَ التَّأكسجِ بفقرِ الدَّمِ ٌإِذَا ما قَلَّتْ تغذيةُ النَّسيجِ. أَحَدُ أَهَمِّ أسبابِ فقرِ الدَّمِ هُوَ نقصُ الحديدِ، وَبِما أَنَّ الحديدَ يُستَخدَمُ في تكوينِ الهيموغلوبينِ فإِنَّ أَيَّ نقصٍ في الحديدِ، بسببِ تناوُلِ كَمِيَّةٍ غيرِ كافيةٍ مِنهُ أو سوءِ امتصاصِه، سيُؤَدِّي بِدَورِهِ إِلى نَقصٍ في تكوينِ الهيموغلوبينِ.:997–999
فقرُ الدَّمِ مرضٌ مزمنٌ يمكنُ تعويضُهُ معَ الوقتِ بزيادةِ أعدادِ خلايا الدَّمِ الحمراءِ عن طريقِ زيادةٍ في الايرثروبويتين. حالةُ نقصِ تأكسُجِ الدَّمِ المُزْمِنَةِ يُمكنُ أَنْ تنتُجَ مِن التَّعويضِ غيرِ الكافي لفقرِ الدَّمِ:997–999.

### التسمُّم بأوّلِ أُكسيدِ الكربونِ
المقالة الرئيسية: التسمم بأول أكسيد الكربون
أَوَّلُ أُكسيدِ الكربونِ يُنافِسُ الأكسجينَ في الارتباطِ بجزيءِ الهيموغلوبين. وَ بِما أَنَّ ارتباطَ أَوَّلِ أُكسيدِ الكربونِ أَقْوَى مِنْ ارتباطِ الأكسجينِ بمئاتِ المراتِ، فإِنَّهُ يَمْنَعُ حملَ الأكسجينِ. يُمكِنُ أَنْ يَحدُثَ تسمُّمَ بأوَّلِ أُكسيدِ الكربونِ مُباشرةً نتيجةً للتسمُّمِ بالدُّخانِ، أَو بعدَ فترةٍ زمنيَّةٍ، نتيجةَ تدخينِ السجائرِ. بسببِ العملِيَّاتِ الفسيولوجيَّةِ، يتمُّ المحافظةُ على مُستوى أَوّلِ أُكسيدِ الكربونِ (4-6 جزء بالمليون). هذا المُستوى يُمكن أَنْ يزيدَ في المناطقِ المدنِيَّةِ (7-13 جزء بالمليون) وَ في المُدَخِّنينَ (20-40 جزء بالمليون). إِذا كانَ مُستوَى أَوَّلِ أُكسيدِ الكربونِ 40 جزءاً بالمليون فإِنَّهُ يُعادِلُ نقصَاً في مُستوَى الهيموغلوبين بحوالي 10 غ/لتر.
بعضٌ منْ مُغَيِّراتِ الهيموغلوبين غيرِ الطَّبيعيَّةِ لديها جاذبيَّةٌ عاليةٌ للأُكسجينِ، وَ أيضاً تُقلِّلُ مِنْ وصولِ الأُكسجينِ إلى الأنسجةِ.

### استنشاقُ الغازاتِ
الغازُ المُتَنَفَّسِ أَثناءَ الغوصِ باستخدامِ قناعٍ للتَّنفُسِ يُمكنُ أَنْ يحتَوي على أكسجينٍ ذي ضغطٍ جُزئِيٍّ غيرِ مُناسِبٍ، مثلُ هذهِ المَواقفِ يُمكنُ أَنْ تُؤَدِّيَ إلى فُقدانِ الوعيِ دونَ أعراضٍ . نفسُ المشكلةِ يُمكنُ أَنْ تحدُثَ في حالِ استنشاقِ غازاتِ خانقةٍ وَ عديمةِ الرَّائحةِ. وَ هذهِ الحالةِ من المُمْكِنِ أَنْ تُسَبِّبَ فُقدانَ الوَعيِ ثُمَّ المَوتِ دونِ أعراضٍ، حيثُ أَنَّهُ يُسبِّبُ الاختناقَ بالغازاتِ الخاملةِ. مثلُ هذا الاختناقِ يمكنُ أَنْ يّحدُثَ عمداً باستخدامِ كيسٍ للانتِحارِ.
الموتُ العرضي يحدُثُ في حالاتٍ يكونُ فيها تركيزُ النتروجينِ في الجوِّ، أَوْ الميثانِ في الألغامِ، غيرَ مُحدَّدٍ.

### التَّسمُّم بالسيانيد
نقصُ التَّأكسُجِ بالتّسمُّمِ النسيجيِّ ينتُجُ عندما تكونُ كميَّةُ الأُكسُجينِ الواصلةِ للخلايا طبيعيَّةً، لَكِنَّ الخلايا غيرُ قادرةٍ على استخدامِ الأكسجيِنِ بطريقةٍ فعَّالةٍ، بسببِ تَعطُّلِ إِنزيماتِ الفسفرةِ الأكسديةِ، وَهذا يُمكنُ أَنْ يحدثَ في حالةِ التِّسمُّمِ بالسيانيد.

### أسبابٌ أُخرى
يُمكنُ أَنْ يفقدَ الهيموغلوبينُ وظيَفتَهُ إِذَا ما تَمَّ أَكسدةُ ذَرَّةِ الحديدِ التي يَحتوِيها وَ تحويلُها كيميائيَّاً إِلَى الحديدِ ثُلاثِيِّ التِّكافؤِ، عندَها يُصبحُ الهيموغلوبين غيرَ فعَّالٍ وَ يُطلَقُ عليهِ اسمَ «ميتهيموغلوبين»، وَ يُمكِنُ أَنْ يَحدُثَ هذا في حالةِ تناوُلِ نتريت الصوديوم، أَوْ بعضِ أَنواعِ الأَدويةِ وَ الموادِّ الكيميائيَّةِ. [which?]

### تَعويضٌ فِسيُولُوجِيٌّ

#### الحاد
إِذا كانتْ كَمِّيَّةُ الأُكسجينِ الواصلةُ إِلى الخلايا غيرَ كافيةٍ، فإِنَّ الهيدروجينَ سَيتفاعلُ مع حِمْضِ البيروفيك وَ يُحَوِّلُهُ إِلى حمضِ اللاكتيك، هَذا الأيضُ اللاهوائِيُّ المُؤَقَّتُ يُنْتِجُ كَمِّيَّةً صغيرةً من الطَّاقَةِ. تراكُمُ حمضِ اللاكتيك في الدَّمِ وَ الأنسجةِ إشارةٌ على عدمِ وجودِ كميَّةٍ كافيةٍ من الأكسجينِ في الميتوكندريا، وَ الذي يُمكن أَنْ يكونَ بسببِ نقصِ التأكسج أِوْ ِقلّةِ تَدَفُّقِ الدَّمِ (كالصّدمةِ) أَوْ خليطٍ بينَهُمَا. إذا طالَ هذا الأمرُ أَوْ كانَ شديداً يُمكنُ أَنْ يُؤَدِّي إلى موتِ الخلايا. ]بحاجة لتحديد[
في الإنسانِ يُمكنُ أَنْ يَتِمَّ اكتشافُ نقصِ التأكسجِ عنْ طريقِ المُستقبِلاتِ الكيميائيةِ في الجسمِ السُّباتِيِّ، هذهِ الاستجابةُ لا تَتَحَكَّمُ في مُعَدَّلِ التَّهويَةِ إِذا ما كانَ الضّغطُ الجُزئِيُّ للأكسجينِ طبيعيَّاً، لَكِنْ إِذا كانَ تحتَ الطّبيعيِّ فإِنَّ نشاطَ الخلايا العصبيَّةِ التي تتحكَّمُ بهذهِ المُستَقُبِلاتِ يزيدُ بشكلٍ كبيرٍ لِيَتِمَّ التَّحَكُّمُ بالإشاراتِ القادمةَِ من المُستَقْبِلاتِ الكيميائيَّةِ المَركزيَّةِ في غُدَّةِ ما تحتَ المِهادِ، وَ تَزيدُ مِن الضَّغطِ الجُزْئِي للأُكسُجينِ بالرُّغْمِ من نُقْصانِ الضَّغطِ الجُزْئِيِّ لثاني أكسيدِ الكربونِ، مِمَّا يُؤَدِّي إِلَى حُدوثِ الارتباكِ وَ تَدميرِ خلايا الدِّماغِ.
في أغلبِ الأنسجةِ تكونُ الاستجابةُ لنَقصِ التّأكسجِ عَن طريقِ توسيعِ الأوعيةِ الدَّمَوِيَّةِ فيزيدُ مِنْ التَّغذيةِ للنَّسيجِ.
على النقيضِِ، في الرِّئتينِ تكونُ الاستجابةُ لنقصِ التّأكسجِ بتضييقِ الأوعيةِ الدمويَّةِ وَ هذا يُعرَفُ بِ «تَضَيُّقِ الأوعيةِ الدَّمويةِ الرِّئويةِ بنقصِ تأكسجِ الدَّمِ».

#### المُزمن
عندَمَا يستمرُّ ارتفاعُ ضغطِ الشعيراتِ الدَّمويًّةِ الرِّئويَّةِ (لمُدِّةِ أُسبوعين على الأقلِّ)، فَإِنَّهُ يزيدُ من مُقاومةِ الرّئتينِ للوَذْمَةِ الرِّئويِّةِ، لأنَّ الأوعيةَ الليمفاويَّةَ تتمدَّدُ كثيراً ممَّا يزيدُ مِن سِعتِها على حَمْلِ السَّوائلِ بعيداً عنْ الأحيازِ الخلاليّةِ بمقدارِ 10 أضعافٍ. لذلكَ في المرضى المصابين بتَضَيُّقِ الصَّمامِ المترالي المُزمِن، يتراوحُ ضغطُ الشعيراتِ الدّمَويَّةِ الرِّئويةِ من 40 إلى 45 مليمتر زِئبق دونَ حدوثِ وَذمةٍ رئويةٍ قاتلةٍ. [Guytun and Hall physiology]
ينتجُ نقصُ تأكسُجِ الدّمِ عندَما تكونُ كميةُ الأكسجينِ الواصلةُ للنّسيجِ قليلةً. أمَّا نقصُ أكسجينِ الدَّمِ فيَنتُجُ عِندَما يكونُ ضغطُ الأكسجينِ الجزئيِّ أقلَّ منْ المعدلِ الطبيعيِّ بغضِّ النِّظرِ عنْ وجودِ خللٍ في تبادلِ الغازاتِ في الرِّئةِ، أَو وجودِ نقصٍ في تأكسُجِ الدَّمِ.

## العلاجُ
لمقاومةِ آثارِ أمراضِ المُرتفعاتِ العاليةِ يجبُ أَنْ يُعيدَ الجسمُ ضغطَ الأكسجينِ الجزئيِّ إلى طبيعتِهِ. التّأقلُمُ والوسائلُ التي تساعدُ الجسمَ على التّكيُّفِ في المُرتفعاتِ العاليةِ تُعيدُ جُزْءًا من ضغطِ الأُكسجينِ الجزئيِّ إِلى المُستوَى المعياريِّ. من أكثرِ استجاباتِ الجسمِ شُيوعاً في مواجهةِ أمراضِ المُرتفعَاتِ العاليةِ هِيَ زيادةُ التهويةِ عن طريقِ زيادةِ ضغطِ الأُكسجينِ الجُزئيِّ في الحُويصلاتِ الهوائيَّةِ من خلالِ زيادةِ عُمْقِ وَ مُعدِّلِ التَّنفُّسِ. غيرَ أَنَّ زِيادةَ التَّهويةِ تُحسِّنُ مِن ضغطِ الأكسجينِ الجُزئيِّ إِلَّا أَنَّها لا تُعيدُهُ إِلى الوَضعِ الطّبيعيِّ.